# Monitorul Expres
Monitorul Expres este un ziar regional din Brașov, România înființat în 20 iunie 1998.

## Istoric
A avut periodicitate de cotidian până în 2003 când, echipa redacțională a decis desprinderea de patronul Alexandru Crișan, despre care începuseră să apară dezvăluiri în legatură cu niște afaceri dubioase, și a înființat un nou ziar numit Monitorul Expres, sub conducerea lui Marius Stoianovici, același care fondase Monitorul de Brașov.
Demisia în bloc a angajaților l-a ambiționat pe Alexandru Crișan să înființeze un nou cotidian, folosind vechiul nume de ziar. Noul Monitorul de Brașov a intrat în colaps în câteva luni, cititorii preferând articolele ziariștilor pe care îi cunoșteau demult. 
În prezent, Monitorul Expres, este un cotidian în 24 de pagini, parțial color, format tabloid. 
Dintre cele mai importante acțiuni ale ziarului, pe lângă informarea obiectivă și completă a cetățenilor, Monitorul Expres și-a făcut o datorie de onoare în a susține cazuri sociale, prin campanii umanitare. Cel mai cunoscut caz este cel al Lucicăi Bunghez, femeia cu o tumoare record la nivel mondial, care a fost operată cu succes. Povestea ei a făcut subiectul unei emisiuni la canalul de televiziune Discovery Channel.